# 貝尼托胡亞雷斯國家公園

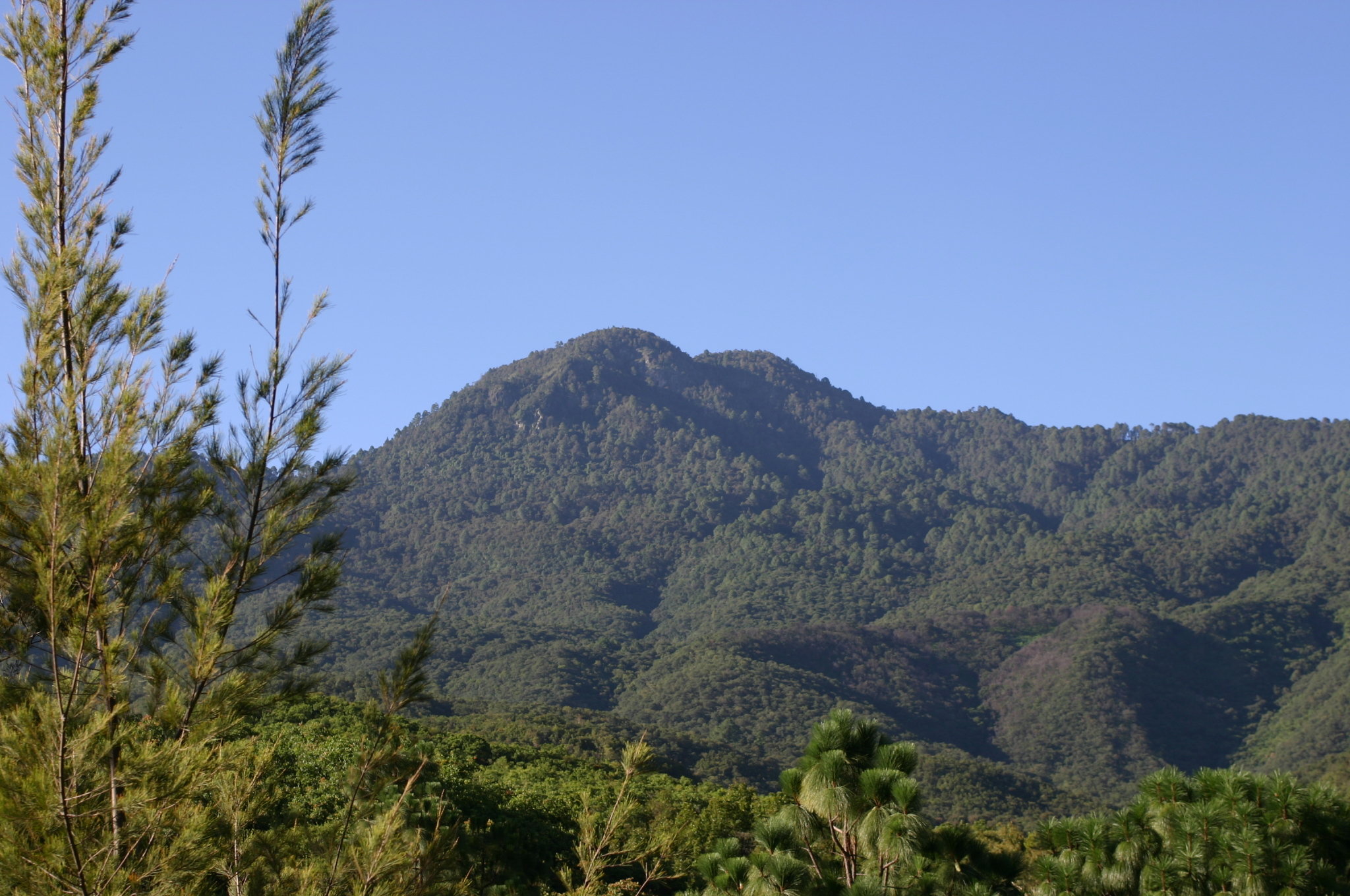

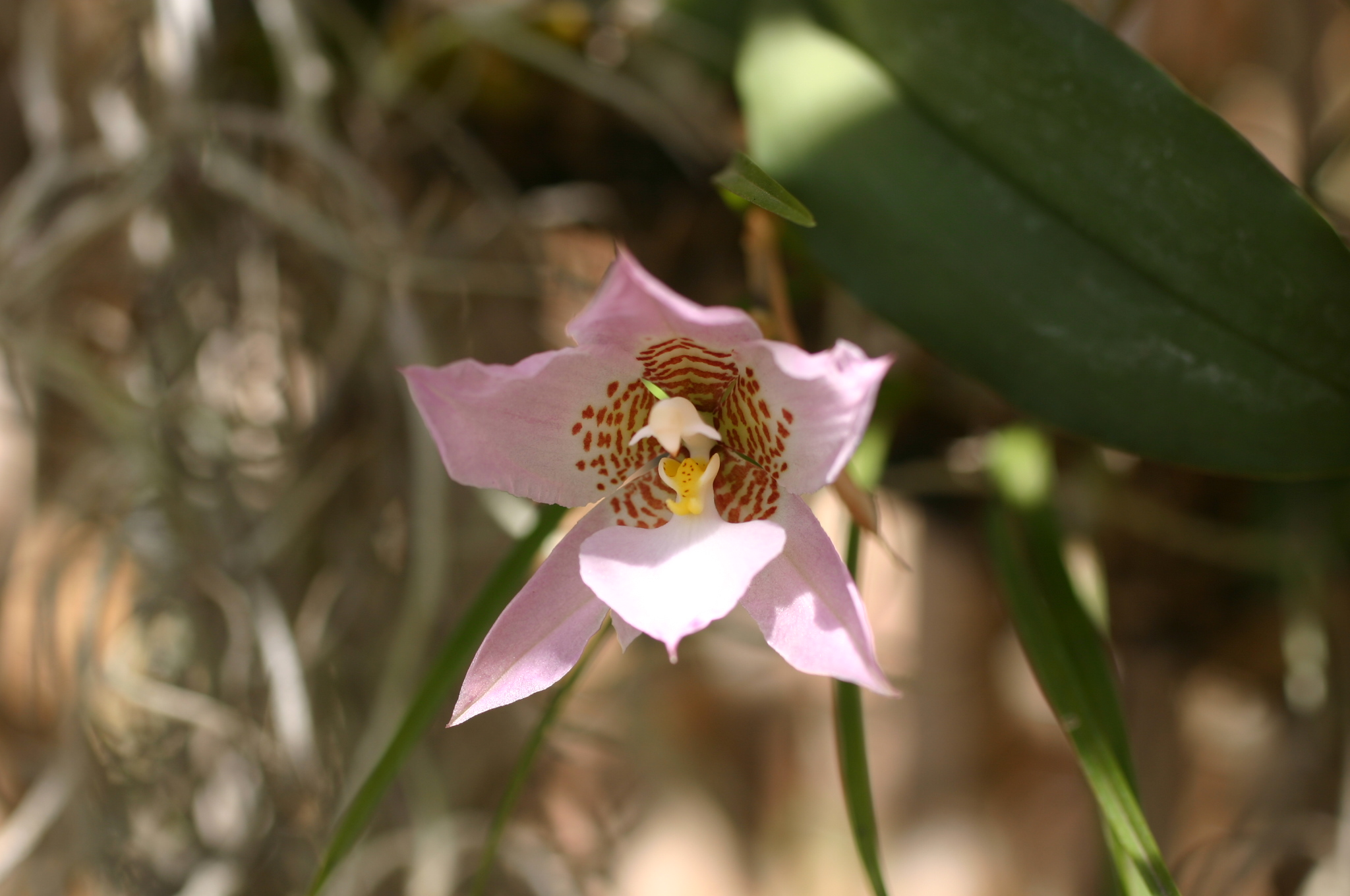

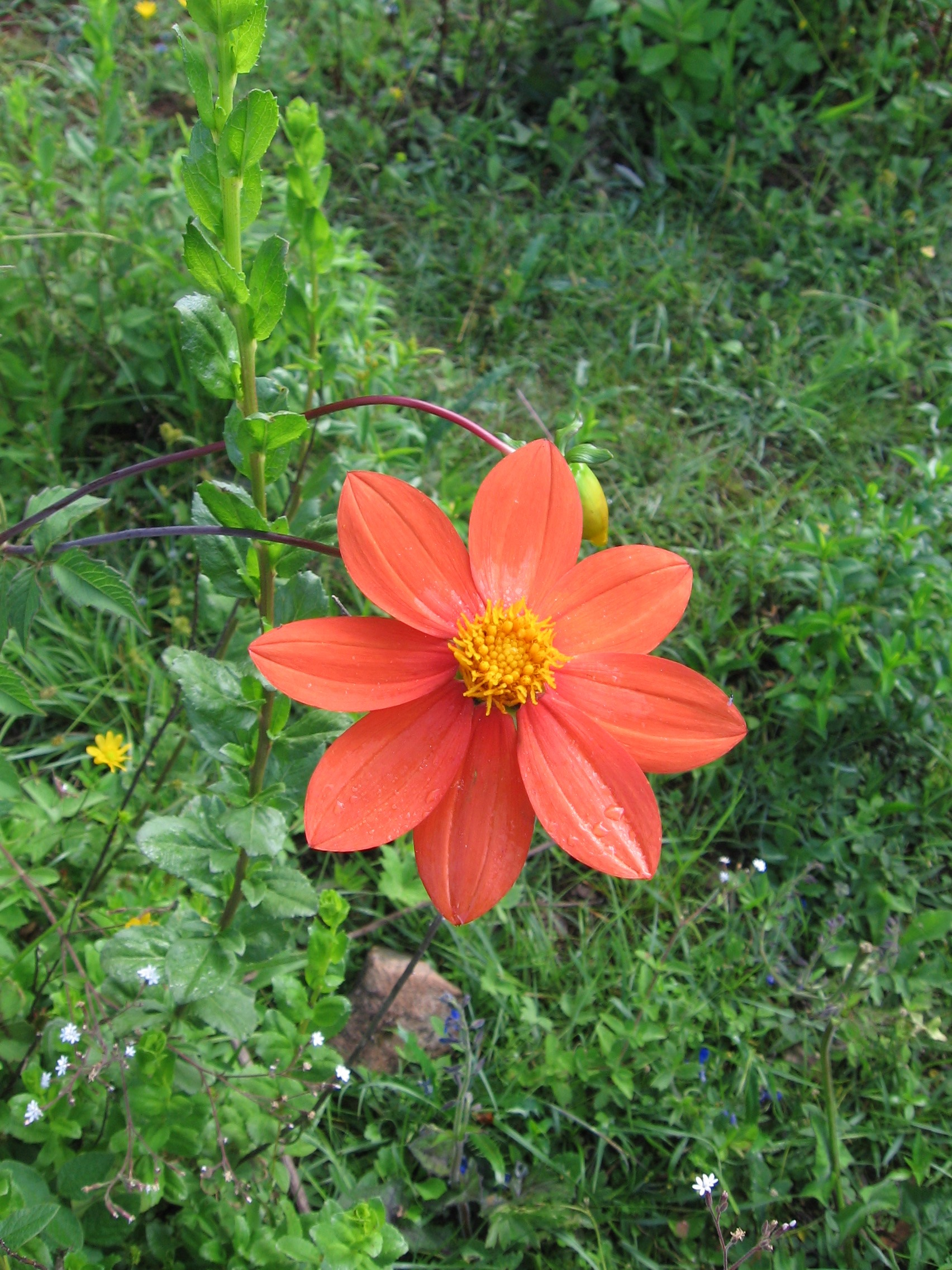

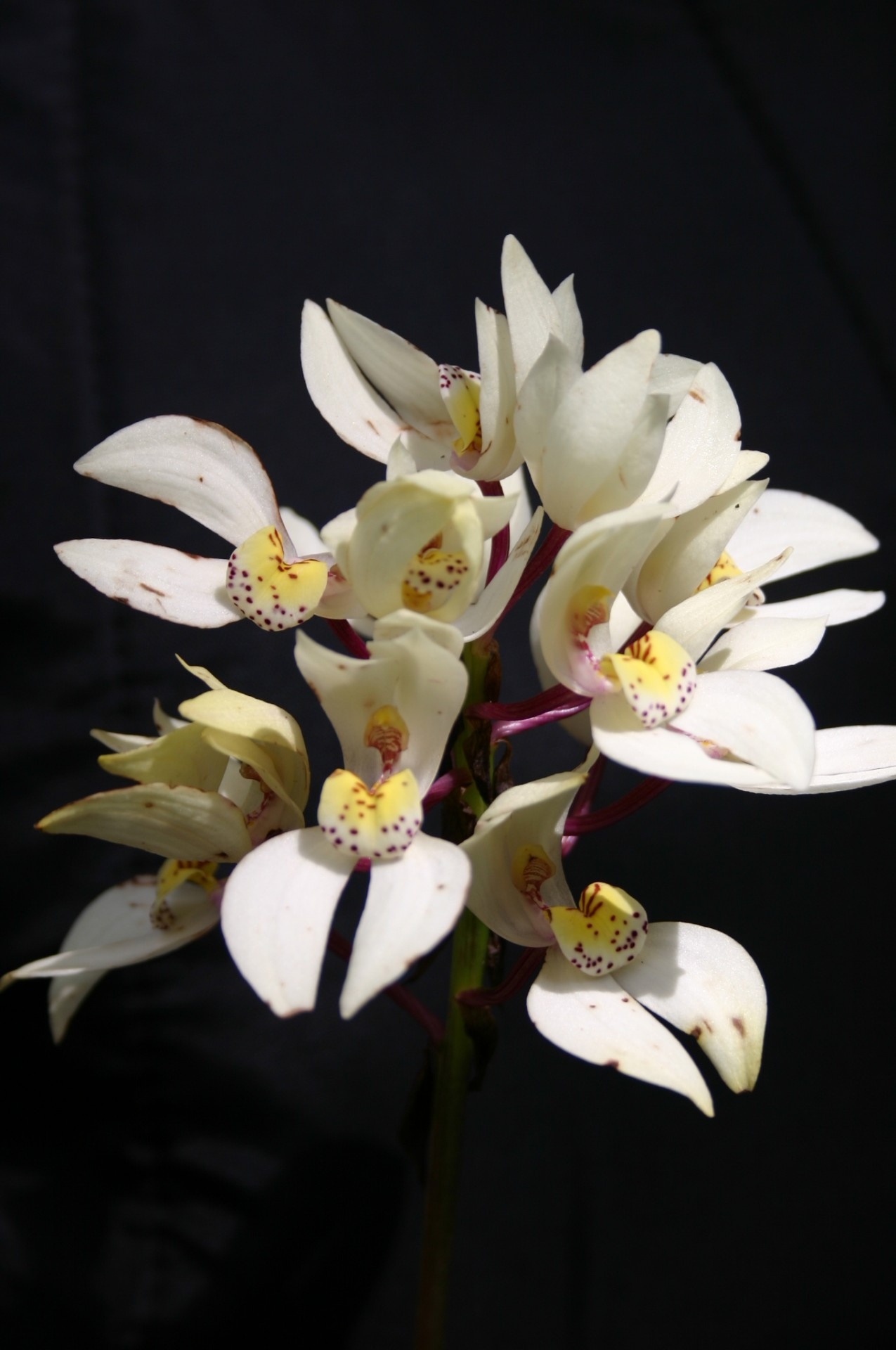

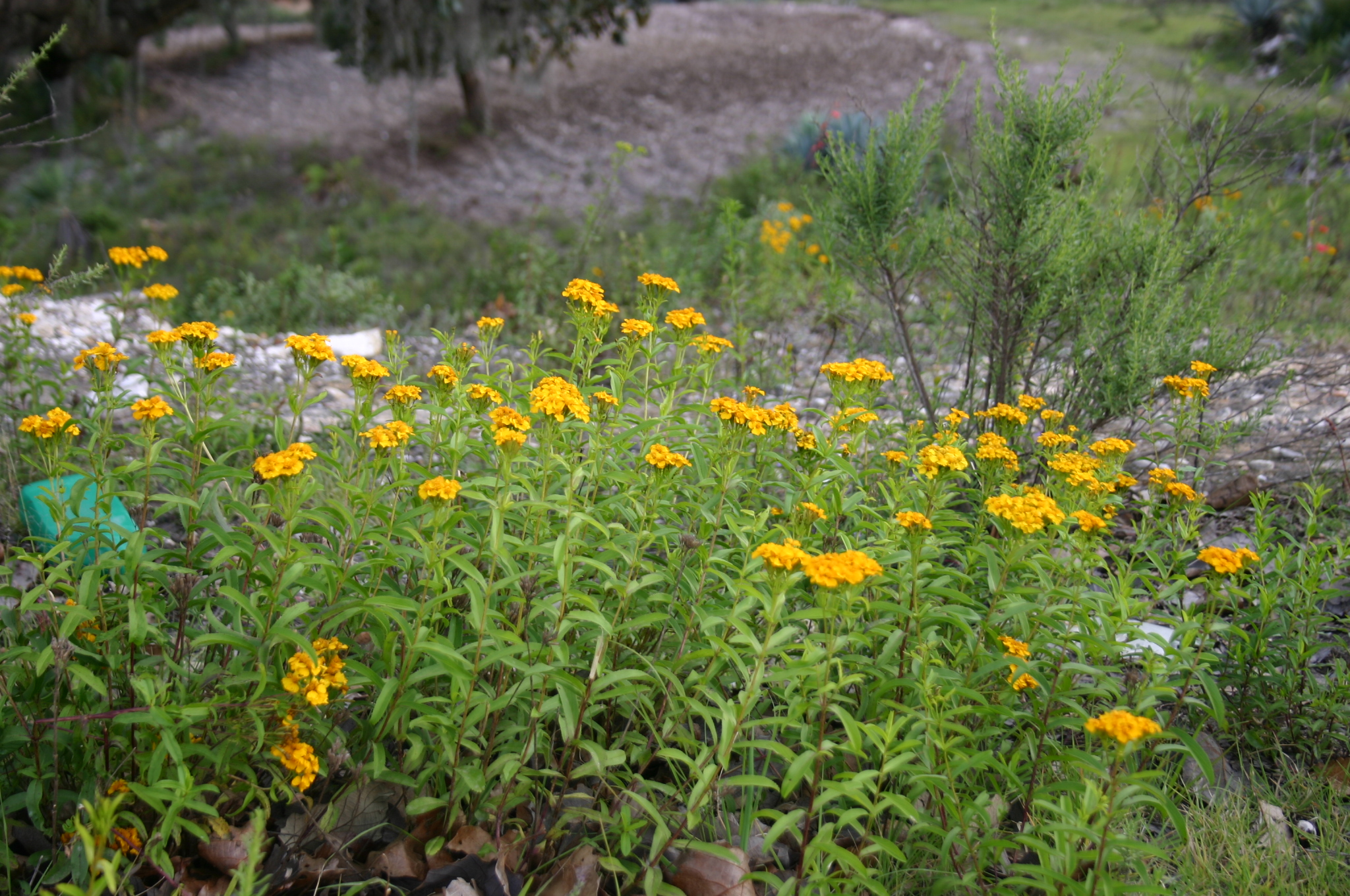

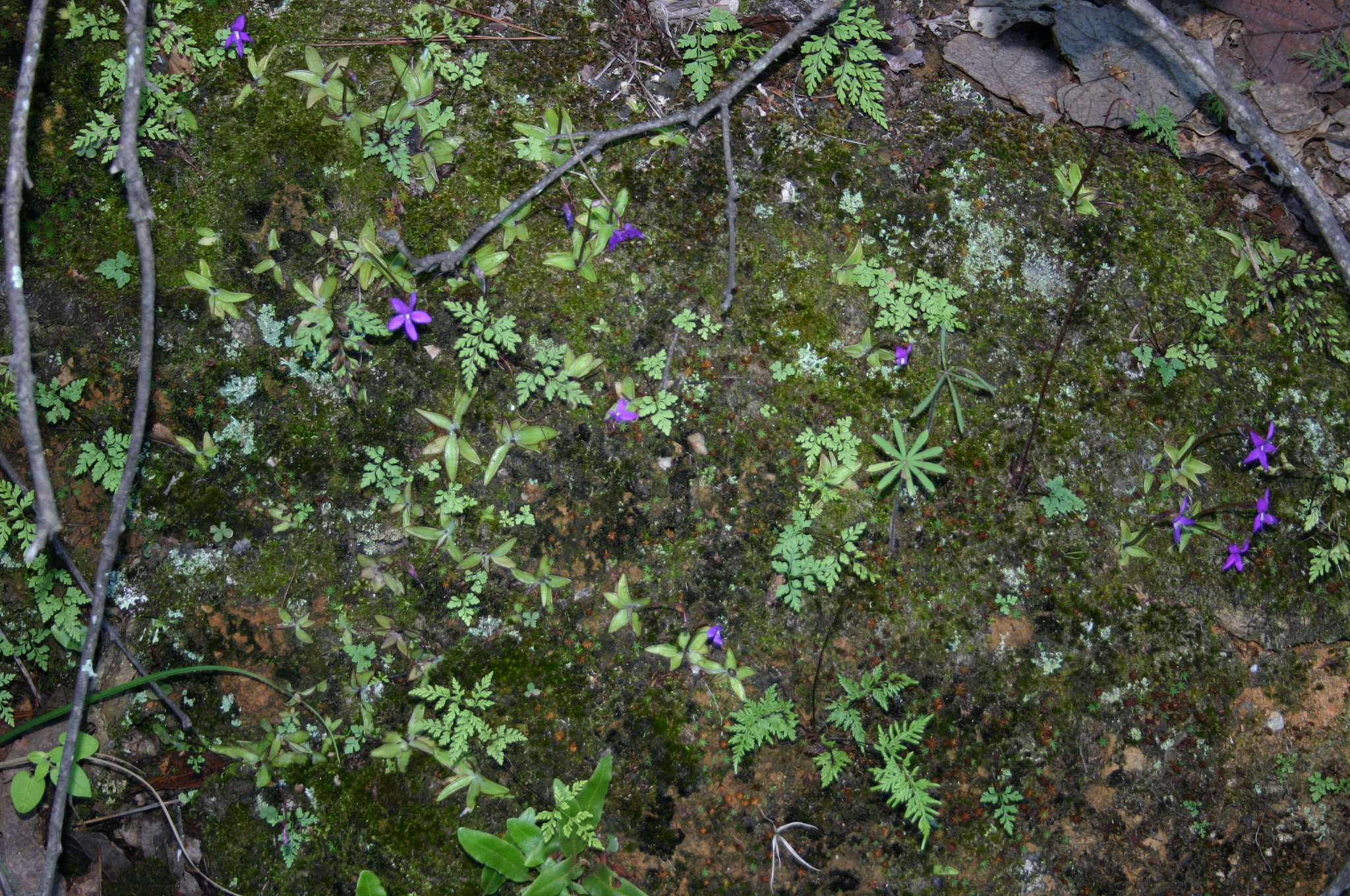

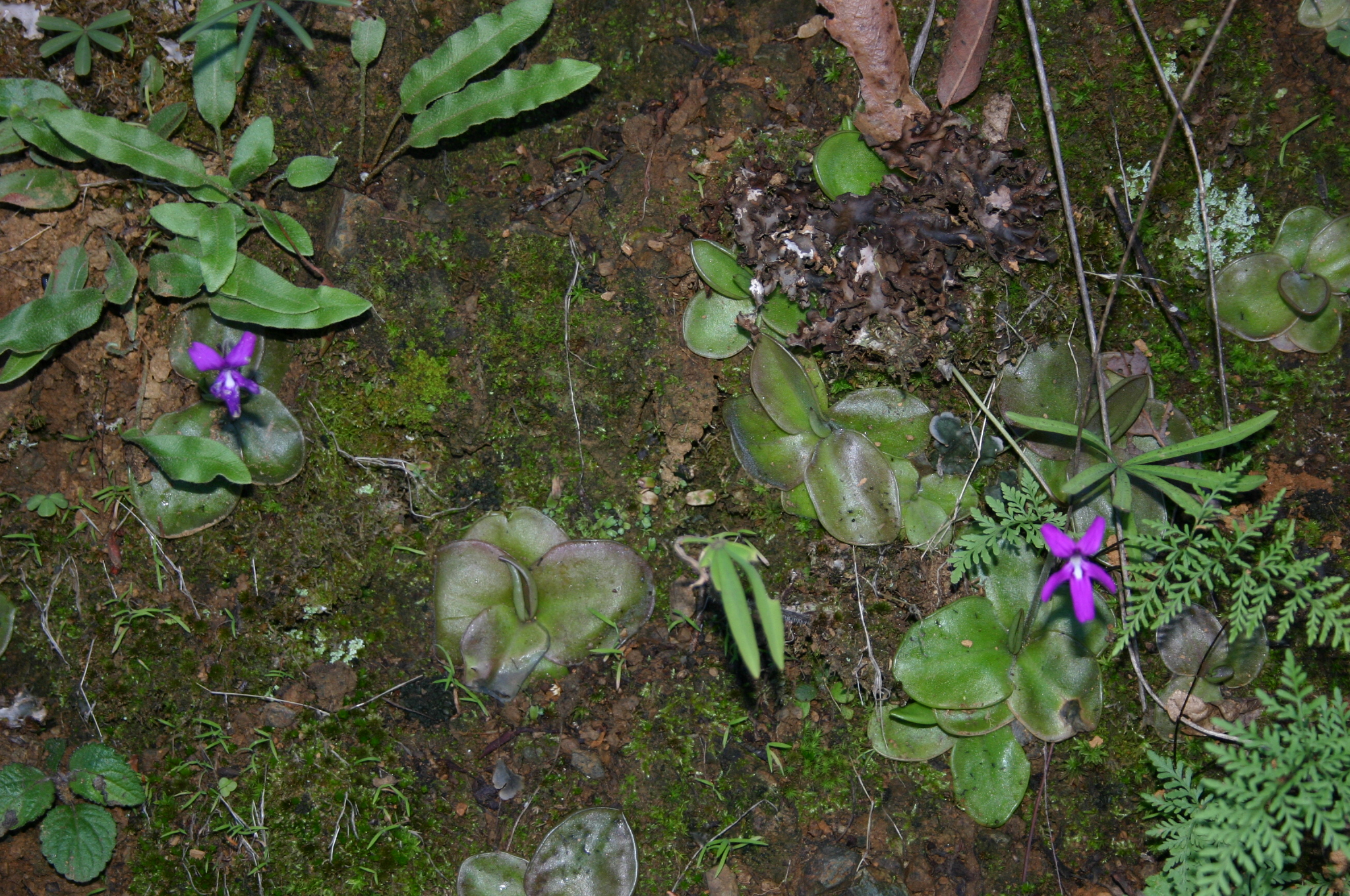

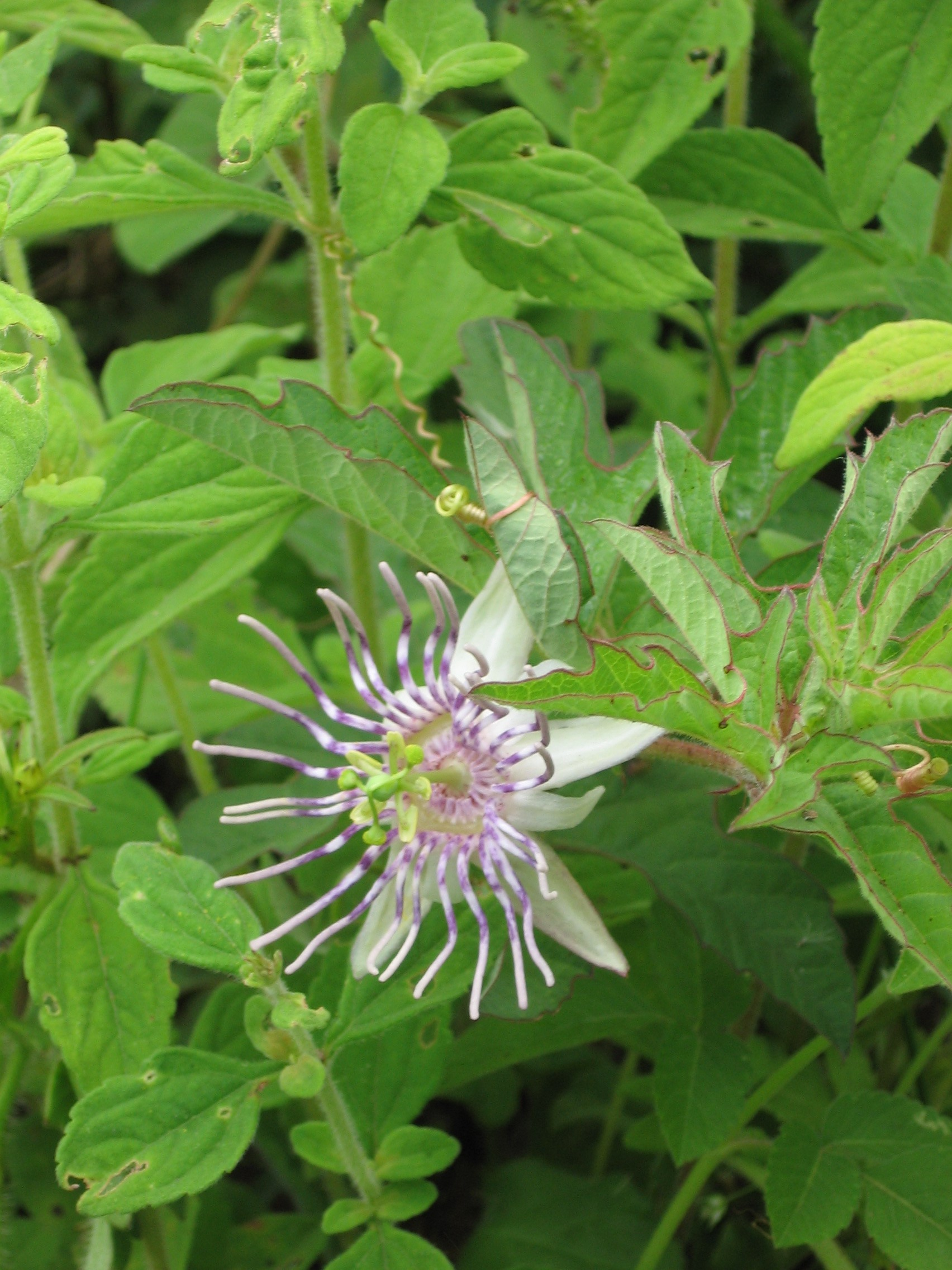

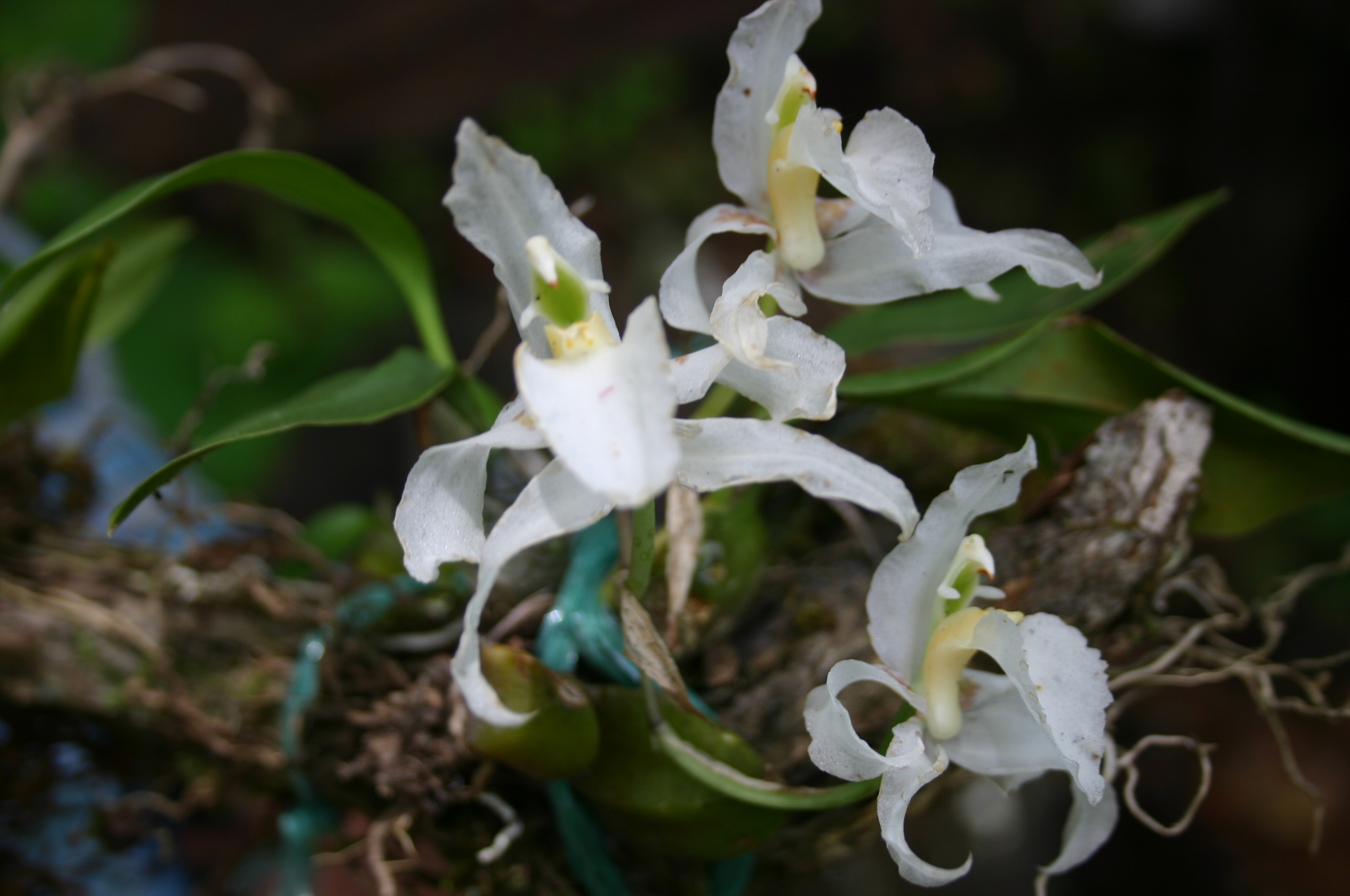

貝尼托胡亞雷斯國家公園是墨西哥的國家公園，由瓦哈卡州負責管轄，距離瓦哈卡市5公里，始建於1937年12月30日，面積32平方公里，最高點海拔高度3,050米。
17°10′05″N 96°44′20″W / 17.16806°N 96.73889°W